# Río Gambia
El río Gambia es un río de África de 1130 kilómetros de  longitud, uno de los mayores del continente. Nace en el macizo Futa Yallon, al norte de Guinea, y desemboca en la ciudad de Banjul (Gambia), a orillas del océano Atlántico. La mitad de su recorrido es navegable.
El río atraviesa longitudinalmente Gambia, el país más pequeño de África continental, que ocupa la mitad del curso inferior del río y sus dos riberas.  
Desde Futa Yallon, el río Gambia fluye hacia el noroeste penetrando en la provincia senegalesa de Tambacounda, donde baña el parque nacional Niokolo-Koba; más tarde, se le unen los afluentes Nieri Ko y Koulountou, para luego entrar en el territorio de Gambia. A partir de este punto, el río fluye en dirección oeste, en un recorrido plagado de meandros. En su desembocadura tiene una anchura de diez kilómetros. Cerca de la desembocadura se encuentra la Isla James, usada como puerto de salida del comercio de esclavos (lugar declarado por la Unesco como Patrimonio de la Humanidad). 